# ヤンキー塾へ行く
『ヤンキー塾へ行く』（ヤンキーじゅくへいく）は、荒木光による日本の漫画作品。『週刊ヤングマガジン』（講談社）にて連載された。
本稿では、直接の続編となる『塾生★碇石くん』（じゅくせい・いかりいしくん）についても併せて解説する。

## 概要
当初は、2011年第38号から第40号まで3週に渡り連続読み切り作品として掲載。その後、2012年第18号から第20号まで3週に渡り「高校生編」として掲載。2013年第30号より本格的に連載を開始した。
2014年第9号よりタイトルを『塾生★碇石くん』に変更してリニューアルスタート。「ほのぼの塾生編」として連載された。なお、連載開始に際し綾小路翔がコメントを寄稿した。
主人公は喧嘩の強いヤンキーである、舞台が不良の集まる底辺公立校で敵も不良であるなど従来の不良漫画のフォーマットを踏襲しつつ、主人公が「グループの縄張り抗争で勝つ」「喧嘩で頂点を目指す」などと言った目的を持たず、あくまで勤勉な塾生として振る舞い、喧嘩の描写も一撃で終わることが殆どであるなど必要最小限に留められている。また主人公を取り巻く友人や先輩、片思いしている女子生徒などとの交流に主眼が置かれている。

## あらすじ
益垣中学校3年の碇石は、次元の違う喧嘩の強さで周囲の不良達から恐れられていた。喧嘩に明け暮れる日々を送る碇石は、ある日出会った女子生徒、奈津美の勘違いから学習塾に入ることになり、彼女に好かれたいがために名門進学校である桜並高校を目指すようになる。内申のために不良の道から外れようとする碇石であったが、受験当日に友人の宇都宮を救うために受験を放棄し、それによって底辺校の益垣高校へ進学してしまう。
益垣高校に進学した碇石は「宇宙飛行士になりたい」と言う夢を叶えるべく勉学に励んでいた。再び入塾した碇石はそこで出会った比呂奈に一目惚れし、彼女の言いつけ通り喧嘩を避けつつ不良の巣窟である益垣高校での生活を送ることとなる。

## 登場人物

### 益垣高校
碇石（いかりいし）
本作の主人公。逆立てた髪と「顔面凶器」と評される強面が特徴。中学時代は金髪（入学時は茶色のパンチパーマ）だったが、高校受験に際し黒髪にした。怒鳴ったりはせず常に静かに話し、興奮したり喜んでいる時は小鼻が膨らむ癖がある。不良ではあるが偏差値70の難関高校に合格できる程の学力と勤勉さを持ち、将来の夢は宇宙飛行士。
パンチ一発で相手の顎を砕く、金槌で何度も頭部を殴打されても平然としているなど、喧嘩の実力やタフネスは作中でもずば抜けており、強敵とされている人物も軽く倒してしまうが、高校に進学してからは積極的に喧嘩をせず過ごすよう努めている。
宇都宮 利晃（うつのみや としあき）
碇石の親友。周囲からは碇石の取り巻きの一人として見られているが、本人の実力は高く「1年生のトップ」を自称している。喧嘩好きで「魂が燃えるような喧嘩がしたい」と語るなど、若干クサいセリフを吐く時がある。ブス専で、ブサイクな彼女がいる。ラブホテルで働く母を持ち、マザコン。
碇石とは中学の入学式で喧嘩し敗北してからの仲で、互いのピンチには体を張ろうとする良き関係を築いている。一時期は受験のために不良から足を洗った碇石と険悪になっていたものの、共に益垣高校に進学して関係は修復された。
高見沢（たかみざわ）
碇石の友人。肥満体で眼鏡を掛け、不良ではあるが喧嘩はせず知略家でもない単なる雑魚。しかし何故か碇石達とは仲が良く、周囲からも不思議がられている。碇石達と出会う前は同級生からパシリとして扱われていたが、どうやって碇石達と仲良くなったのかは不明。臆病者だが時おり調子に乗った行動や言動をしては周囲の不良から殴られている。中学時代は黒髪だったが、高校入学後に茶髪にした。
室田（むろた）
碇石達の尊敬する先輩。金髪のオールバックとブサイクな顔面が特徴。宇都宮からは「バケモノ」と称される喧嘩の実力を誇っていたらしいが、実際は小心者で卑屈、かつ喧嘩も弱い。しかしその強がりは同時にタフさでもあり、何度やられても諦めない悪あがきが、強敵相手に思いもよらない実力を発揮することがある。腕力は強く、相手の頭から投げ落とすことを得意とする。興奮するとツバを飛ばして話す。後輩に泣きついたりするなど情けない描写が多いものの、時には先輩として後輩の気持ちを察した言葉を掛けるなどして（あくまで本人は意図していないが）碇石から慕われている。
「益垣高校の頂点で待っている」と言い残して卒業するも、入学後すぐに次郎のパシリにされていた。後に碇石のおかげでパシリから抜け出すも、性格のせいで彼ら以外に友達がいない。
次郎（じろう）
2年生のトップだった男。「Jクン」と周囲に呼ばせている。色黒で筋肉質、喧嘩も強く、室田をパシリにしていたが、碇石に一撃で顎を砕かれて以降は強気な性格も失せている。
桐生（きりゅう）
1年生。不死々丘中出身で、そこではトップだった。危険な性格でベルトサンダーに人の顔面を押し付けたなどの噂が立っていた。
吉澤 慎二（よしざわ しんじ）
1年生。鳩山中出身。長身で喧嘩も強いらしいが、宇都宮に伸された。
吉澤兄
2年生。吉澤の兄で、弟より10センチ以上背が高い。弟の仇討ちで宇都宮を倒すも、それが原因で彼女に別れを告げられてしまう。そのことで落ち込み宇都宮に謝罪したが、激情した宇都宮に重傷を負わされた。
藤井（ふじい）
転校生。1年生だが、留年している為次郎達と同年齢。アイドル・藤井ねねの弟で、本人もイケメンで人当たりも良いことから、周囲の関心を集めている。しかし本性は悪党で、喧嘩の強さはそれ程でも無いが、姉のファンである不良を使い自分に邪魔な人間をリンチに掛けている。本当に自分を慕ってくれる友達がいないことを気にしており、碇石と友人になった際は律儀に姉の写真を送ってやるなど、本心から彼を利用しようとしていたのかは定かではない。

### つくしの学習塾
塾長
私塾・つくしの学習塾の講師を勤める男性。人を見た目だけで判断せず、碇石の勉学への姿勢を褒め、彼の夢を現実的な目線からアドバイスするなど人格者。妹がいる。
対馬 比呂奈（つしま ひろな）
碇石とは別の高校に通う女子。留年したことがトラウマになっており、そのことに触れられると激怒する。長い黒髪の美少女で碇石も一目惚れしており、友人のヤンキー達の中にも彼女を狙う者は多い。キツいことも平然と言い放つ性格をしているが根は優しい。成績は悪く英語に至っては中学1年レベルも理解できない。

### 中学生編の登場人物
宮本 奈津美（みやもと なつみ）
碇石が3年の時に出会った美少女。彼女の勘違いがキッカケで、碇石の勤勉な性格が形成された。碇石と同じ高校に入ったら付き合うことを約束していたが、受験を放棄した彼を軽蔑の目で見て去って行った。不良の事を内心見下しており、受験当日に碇石の友人達を”ゴミ“と言い放つ黒い一面を見せた。
河原塾の講師
嫌味な性格をしており、テストで平均点が取れなかった生徒にアダ名を付けて楽しんでいたが、碇石に成敗されまともな授業をするようになった。
乱太朗（らんたろう）
益垣中学では危険人物として知られていた男。歯並びが悪くいつも指を噛んでいる。少年院から帰った後に恨みを持っていた碇石を襲撃した。周囲の武器を容赦無く相手の頭に振り下ろす非道さで宇都宮に重傷を負わせた。助けに入った碇石をハンマーで何度も殴り付けるも彼の気迫に気圧され、最後は「ごめん」と言い残して敗北する。

### その他
飯塚（いいづか）
比呂奈の友人。親が金持ちで、それを利用した不良達とつるんでいる。
勇（いさむ）
飯塚の幼馴染。ジムに通うボクサーでやや自信過剰ながら喧嘩は強い。碇石に喧嘩を売るも彼のボディブローだけで立てなくなった。そのことがトラウマになったらしく、3巻の描き下ろし漫画では碇石と会っても逃げるように去っている。
古賀（こが）
藤井ねねのファンで、姉目当てに藤井とつるんでいる。タックルや投げを多用するスタイルで、宇都宮でさえ敗北したが、室田のラッキーパンチとグラウンドパンチで沈んだ。

## 単行本
- 荒木光 『ヤンキー塾へ行く』 講談社〈ヤンマガKCスペシャル〉、全4巻
  1. 2013年10月4日発売 ISBN 978-4-06-382367-7
  2. 2013年11月6日発売 ISBN 978-4-06-382374-5
  3. 2013年02月6日発売 ISBN 978-4-06-382417-9
  4. 2014年03月6日発売 ISBN 978-4-06-382442-1

- 荒木光 『塾生★碇石くん』 講談社〈ヤンマガKCスペシャル〉、全4巻
  1. 2014年06月6日発売 ISBN 978-4-06-382480-3
  2. 2014年09月5日発売 ISBN 978-4-06-382518-3
  3. 2014年12月5日発売 ISBN 978-4-06-382542-8
  4. 2015年04月6日発売 ISBN 978-4-06-382576-3